# Michael Treschow (ingeniør)
 Der er flere personer med dette navn, se Michael Treschow.
Michael Treschow (22. december 1864 på Norsminde ved Aarhus – 10. maj 1935) var en dansk ingeniør og fabrikant.
Han var søn af toldkontrollør Michael Treschow (1819-1891) og hustru Karen Louise født Petersen (1839-1916), blev uddannet på S. Frichs Maskinfabrik i Aarhus og på Polyteknisk Læreanstalt og blev 1892 overingeniør i A/S Reck's Opvarmings Comp., hvor han 1906 blev fabrikdirektør og 1927 administrerende direktør for selskabet. 1906-14 var Treschow bestyrelsesmedlem i Foreningen af Fabrikanter i Jernindustrien i København og 1906-23 medlem af repræsentantskabet i Dansk Arbejdsgiverforening.
3. maj 1893 ægtede han Gerda Sjögren (13. februar 1869 i Helsingborg - ?), datter af bygmester I.A. Sjögren og hustru Christine født Lilja.